# المؤتمر الديمقراطي الاجتماعي
المؤتمر الديمقراطي الاجتماعي (بالفرنسية: Convention sociale démocrate) هو حزب سياسي في مالي. في الانتخابات الرئاسية في 29 أبريل 2007، فاز مرشح الحزب، مامادو بليز سانغاري، بنسبة 1.58٪ من الأصوات الشعبية.